# شهرستان ساراپولسکی
شهرستان ساراپولسکی (به لاتین: Sarapulsky District) یک شهرستان در روسیه است که در اودمورتیا واقع شده‌است.